# ولاية صفاقس
ولاية صفاقس هي ولاية تونسية تأسست في 21 يونيو 1956 بمقتضى أمر ملكي. تبلغ مساحتها 7,545 كم² وتعداد سكانها سنة 2014 حوالي 955.421 نسمة، وهي بذلك ثاني ولاية من حيث عدد السكان بعد ولاية تونس. مركزها مدينة صفاقس وهي إحدى ولايات تونس الأربعة والعشرين.

## جغرافيا
يحدها شرقا البحر الأبيض المتوسط وشمالا ولاية المهدية وجنوبا ولاية قابس وغربا ولايات القيروان وسيدي بوزيد.
تنقسم ولاية صفاقس إداريا إلى 17 معتمدية (منها قرقنة والمحرس) و125 عمادة. كما توجد بالولاية 23 بلدية حسب التقسيم الترابي لسنة 2016.
تستمد ولاية صفاقس أهميتها من موقعها الجغرافي المتميز وطول سواحلها البالغ 235 كم ومن مينائها الكبير الذي يمكنها من إسهام كبير في التبادل التجاري مع الداخل والخارج.

## اقتصاد

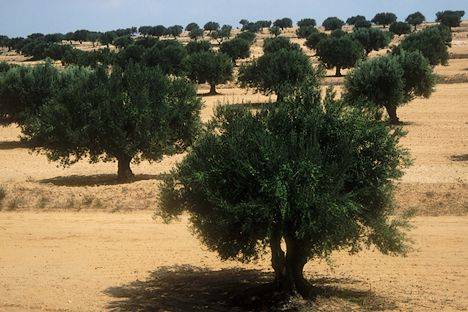
أشجار زيتون سفاقس

كان اقتصاد المنطقة قائما أساسا على زيت الزيتون والصيد البحري والفسفاط. منذ سنوات 1960 ظهرت الصناعات الخفيفة وبدأ تطور قطاع الخدمات. رغم هذا التطور فإن الفلاحة وخاصة زيت الزيتون ما زالت تحتل مكانة كبيرة في اقتصاد المنطقة ؛ إذ أن 90% من أراضي الولاية زراعية.
تنتج الولاية 40% من الإنتاج التونسي من زيت الزيتون و 30% من إنتاج اللوز وهي بذلك في صدارة ولايات البلاد. وتحتل معتمدية بئر علي بن خليفة المرتبة الأولى عالميا في إنتاج الزيتون البيولوجي.
في مجال الطاقة يوجد بصفاقس حقل مسكار للغاز الطبيعي الذي يبلغ احتياطيه 22,7 مليار م³ ويمتد على مساحة 352 كم². يبلغ إنتاج هذا الحقل 1,18 مليون طن سنويا.
القوة العاملة بصفاقس تتوزع كالآتي: الزراعة والصيد البحري (25,3%)، الخدمات (25,6%) والصناعة (24,4%).
وتعتبر ولاية صفاقس ثاني أهم مدينة اقتصادية في تونس بعد العاصمة.

## موانئ صفاقس
- تأسس ميناء صفاقس سنة 1905 هو من أقدم موانئ تونس وثانيها أهمية. تبلغ كمية السلع المصدرة منه مليوني طن في حين تبلغ المواد المستوردة عبره ثلاثة ملايين طن.
- أما ميناء الصخيرة فهو مخصص أساسا للمواد النفطية والكيميائية.

## بعض الأرقام
- الزراعة (بالهكتار)
  - المساحة الصالحة للزراعة 639.000
  - الأراضي السقوية 12.300
  - الغابات والمراعي 118.000
- أهم المواد المصدرة
  - زيت الزيتون
  - اللوز
  - المنتجات البحرية
  - النسيج
  - الملابس
  - المواد الكيميائية
  - الفسفات
  - النفط والغاز الطبيعي

## تعليم
جامعة صفاقس هو قطب جامعي يوجد مقره بولاية صفاقس، ويضم عشرين مؤسسة جامعية منها 5 كليات; كلية الطب، كلية العلوم الاقتصادية والتصرف، كلية الآداب والعلوم الإنسانية، كلية العلوم وكلية الحقوق. تحتوي الجامعة 113 مخبر ووحدة بحث، وبلغ عدد طلبتها 38882 طالب في السنة الجامعية 2012 منهم 251 أجنبي.

## النقل

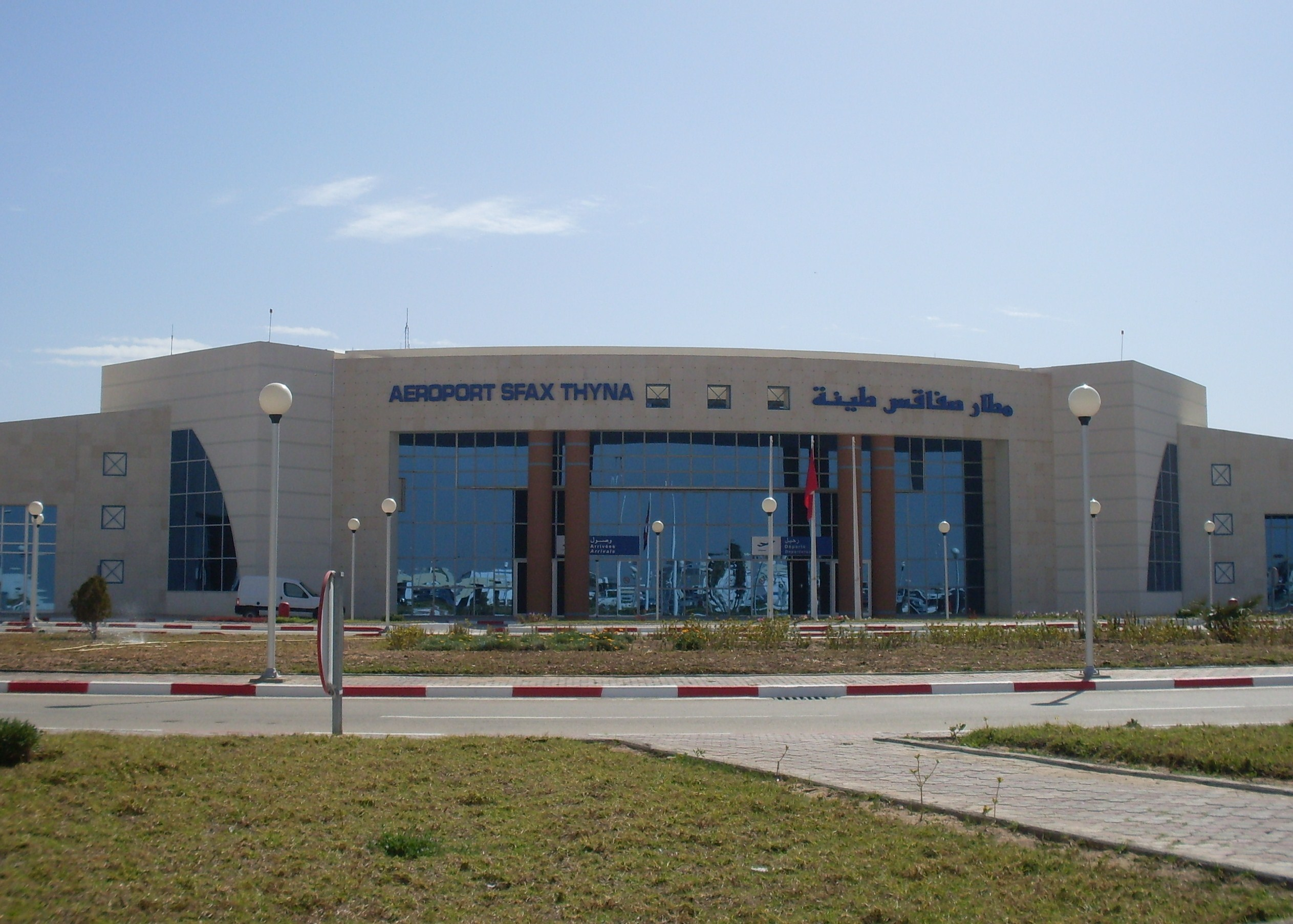
واجهة مطار صفاقس طينة الدولي.

يقع في ولاية صفاقس واجهة مطار صفاقس طينة الدولي.
كما تؤمن عدة شركات عمومية بولاية صفاقس عملية النقل البحري والبري للمسافرين مثل الشركة الجهوية للنقل بصفاقس والشركة الجديدة للنقل بقرقنة.

## رياضة
- النادي الرياضي الصفاقسي
- الملعب الصفاقسي
- سكك الحديد الصفاقسي
- محيط قرقنة

## إعلام
- إذاعة صفاقس

## من أعلام الولاية
| - الحبيب شيخ روحه - الحبيب عاشور - الصادق شعبان - الطيب التريكي - المختار ذويب - المنصف بن سالم - المنصف ذويب | - المنصف شيخ روحه - الهادي شاكر - حمادي العقربي - زهير المظفر - سامي الطرابلسي - شافية رشدي - صابر الرباعي | - صلاح الدين الزحاف - عبد الحميد التريكي - عبد العزيز بوراوي - عبد الله القلال - عبد المجيد شاكر - عبد الوهاب بن عياد - عبد الوهاب معطر | - علي بن سالم البكري - فتحي التريكي - فرحات حشاد - محمد الجموسي - محمد علي عقيد - محمود بن سعيد مقديش - منصور معلى - محمد الزواري |

## مقالات ذات صلة
- صفاقس الكبرى